# قلعه یاماگاتا
قلعه یاماگاتا (به ژاپنی: 山形城, Yamagata-jō) یک قلعه ژاپنی مسطح است که در مرکز یاماگاتا (شهر) در استان یاماگاتا در شمال ژاپن قرار دارد.